# Dixon Denham
Dixon Denham (ur. 1 stycznia 1786 w Londynie, zm. 8 maja 1828 w Sierra Leone) − brytyjski odkrywca, oficer armii brytyjskiej, badacz północnej i zachodniej Afryki.
Jako nastolatek zaciągnął się do armii brał udział w czasie wojen napoleońskich w walkach na Półwyspie Iberyjskim oraz w bitwie pod Waterloo w roku 1815.
W roku 1821 brytyjskie Foreign Office wybrało Denhama − wówczas w randze majora − jako towarzysza wyprawy Hugh Clappertona i Waltera Oudney'ego do królestwa Bornu w Afryce Zachodniej; celem ekspedycji było wyznaczenie biegu rzeki Niger. Z końcem roku Denham dołączył do Clappertona i Oudney'ego oczekujących go w Trypolisie w dzisiejszej Libii.
Denham, Clapperton i Oudney przemierzyli z północy na południe pustynne pustkowia Sahary, by w lutym 1823 stanąć − jako pierwsi Europejczycy − nad brzegami jeziora Czad. Stamtąd Clapperton w towarzystwie Oudney'ego udał się dalej na południe i zachód z zamiarem dotarcia do mitycznego miasta Timbuktu, podczas gdy Denham skierował się na południowy wschód wzdłuż Szari, głównej rzeki zasilającej wody jeziora Czad. Po zbadaniu biegu dwóch innych rzek − Waube (?) i Logone − dołączył do Clappertona obozującego na południe od jeziora (według innego przekazu spotkali się w stolicy królestwa Bornu, Kuce); stamtąd obaj razem wrócili do Trypolisu. Oudney zmarł nieco wcześniej na zapalenie płuc.
Denham wrócił do Anglii w roku 1825. Wkrótce został mianowany komisarzem ds. wyzwolonych niewolników w Afryce Zachodniej i wicegubernatorem Brytyjskiej Afryki Zachodniej. Do Freetown dotarł w roku 1827, by umrzeć w rok później na "gorączkę tropikalną", przypuszczalnie dengę.
Dixon Denham, wraz z Clappertonem i Oudney'm, uczestniczył w jednej z pierwszych wypraw brytyjskich w głąb Czarnego Lądu i choć wyprawa nie osiągnęła zamierzonego celu (zbadania biegu Nigru), dostarczyła wielu informacji na temat szlaków karawanowych łączących tę rzekę z Jeziorem Czad. Jego zapiski pt. Narrative of Travels and Discoveries in Northern and Central Africa zostały opublikowane w roku 1826.